# 자연숭배
자연숭배(nature worship)는 자연 전체에서 볼 수 있는 자연 현상 뒤에 있는 것으로 간주되는 자연 정령에 대한 숭배에 초점을 맞춘 다양한 종교적, 정신적, 헌신적 관행 중 하나이다. 자연신은 자연, 장소, 비오톱, 생물권, 코스모스 또는 우주를 담당할 수 있다. 자연 숭배는 종종 현대 종교적 신념의 원시적 원천으로 간주되며 범신론, 내재신론, 이신론, 다신교, 정령숭배, 도교, 토템신앙, 힌두교, 샤머니즘, 일부 유신론 및 위카를 포함한 이교에서 발견될 수 있다. 대부분의 자연 숭배 형태에 공통적으로 나타나는 것은 자연계의 일부 측면에 대한 개인의 연결과 영향, 그리고 자연에 대한 존경심에 영적인 초점을 맞추는 것이다. 자연에 대한 존경심으로 인해 에드먼드 스펜서, 제3대 섀프츠베리 백작 앤서니 애슐리쿠퍼 및 칼 폰 린네의 작품은 자연 숭배로 간주되었다.

## 자연숭배에 대한 비판
영국 역사가 로널드 허튼(Ronald Hutton)은 적어도 1998년부터 현재까지 자연 숭배의 고대성에 대해 비판적이었다. 그는 고대 지중해의 신들은 어떤 종류의 자연신도 아니라고 주장했다. 오히려 그들은 "문명과 인간 활동"의 신들이었다. 반면에 "대지의 어머니 여신들"은 신이 아닌 단순한 문학적 인물로 특징지어진다. 왜냐하면 그는 그들에게 헌정된 사원이나 그들을 섬길 신권이 부족하다고 믿기 때문이다. 그는 자연 숭배를 신앙의 필수 요소로 공언하는 현대 이교(Nopagans) 및 위카(Wiccan)와 고대 이교도를 구별함으로써 이 견해를 강력하게 병치시켰는데, 그는 기록된 역사에서 다른 어떤 것과도 다르다고 믿는다. 뉴질랜드 위카(Wiccan)인 벤 휘트모어(Ben Whitmore)가 고대 세계의 신들과 이교도들과 "친족관계와 유대감을 느끼는" 신교도들의 권리를 박탈했다는 비난을 받았음에도 불구하고, 허튼 교수는 이 견해를 사실상 축어적으로 그의 책 달의 승리(Triumph of the Moon) 제2판에서 재현했다.

## 자연숭배의 형태와 측면
- 불 숭배
- 그린 맨
- 태양신
- 거석기념물
- 산 숭배
- 성림
- 달신(월신)
- 천공신
- 선돌
- 환상열석
- 천둥의 신
- 토템

## 같이 보기
- 힌두교
- 파우누스
- 민간신앙
- 현대 이교
- 판 (신화)
- 범신론
- 내재신론
- 샤머니즘
- 도교
- 백마법
- 토템